# En gång i livet
En gång i livet är ett album av Niklas Strömstedt, släppt 29 maj 1989. Det placerade sig som högst på 25:e plats på den svenska albumlistan. Albumet återutgavs 1993 och 1998.

## Låtlista

### 1989
1. En gång i livet - 3:22
2. Andra sidan midnatt - 4:34
3. En kvinna och en man - 4:36 (duett med Anne-Lie Rydé)
4. Sista morgonen - 3:20
5. Älskling, godnatt - 3:06
6. Förlorad igen - 3:51
7. Jag ger dej mitt liv - 5:28
8. Med rätt att älska - 4:47
9. Precis som ett barn - 5:02

### 1993
1. En gång i livet - 3:22
2. Andra sidan midnatt - 4:34
3. En kvinna och en man - 4:36 (duett med Anne-Lie Rydé)
4. Sista morgonen - 3:20
5. Älskling, godnatt - 3:06
6. Förlorad igen - 3:51
7. Jag ger dej mitt liv - 5:28
8. Med rätt att älska - 4:47
9. Precis som ett barn - 5:02
10. Allt som sker - 4:22
11. Nu är det bara du & jag - 3:42
12. Jag ville vara stark - 4:12
13. Allting nu! - 5:03
14. På väg - 3:12 (duett med Per Gessle))
15. Väntar - 3:51

## Medverkande
- Niklas Strömstedt - gitarr, klaviatur, sång, producent
- Pelle Alsing - trummor
- Vicki Benckert, Peter Hallström, kör
- Bosse Henriksson, oboe
- Jonas Isacsson, Johan Norberg - gitarr
- Anne-Lie Rydé, sång med mera

## Listplaceringar
| Lista (1989) | Topplacering |
| ------------ | ------------ |
| Sverige      | 25           |